# Justitiekansler
Justitiekansleren er i Sverige regeringens kontrolinstans i forhold til den offentlige forvaltning. Embedet blev oprettet i 1714 af kong Karl 12. efter tyrkisk forbillede.[kilde mangler]
Fra d. 9. december 2009 til 2015 var embedet besat af cand.jur. Anna Skarhed. Før dette var indehaveren cand.jur. Göran Lambertz.